# الكسندر موريسون (سياسي)
الكسندر موريسون هو سياسي كندي، ولد في 15 يناير 1851 في كندا، وتوفي في 24 يناير 1930 في كندا. حزبياً، نشط في حزب كندا المحافظ. وقد انتخب عضو مجلس العموم الكندي.